# Ejutla
Ejutla é um município do estado de Jalisco, no México.
Em 2005, o município possuía um total de 1.888 habitantes.